# Marie-Françoise Mégie
Marie-Françoise Mégie, née le 21 septembre 1950 à Jacmel en Haïti, est une médecin et femme politique canadienne.
Elle est professeure à l'Université de Montréal et membre du Groupe des sénateurs indépendants au Sénat du Canada. Haïtienne d'origine, elle s'est installée au Québec en 1976.

## Biographie

### Éducation et carrière
Originaire de la ville de Jacmel en Haïti, elle y fait ses études classiques. En juillet 1974, elle obtient son diplôme de docteur en médecine à la Faculté de médecine et de pharmacie à l’Université d'État d'Haïti, à Port-au-Prince.
Arrivée au Québec le 26 novembre 1976, elle décide d’y poursuivre sa carrière de médecin. À cette fin, elle effectue un internat rotatoire, lui permettant d'obtenir sa licence Conseil médical du Canada, et est reconnue docteure au Canada en 1981. En juin 1981, elle réussit l’examen de la Federation of State Medical Boards of the United States (en). Puis, en juillet 1981, elle est diplômée de la Corporation des médecins du Québec (devenue le Collège des médecins du Québec).
En octobre 1981, elle entre au Centre local de services communautaires (CLSC) du Marigot à Laval et y travaille en soins à domicile auprès des personnes âgées, des personnes lourdement handicapées, ainsi que de celles en fin de vie,. Avant de devenir directrice médicale de la maison de soins palliatifs de Laval, elle aura aussi œuvré aux CLSC St-Louis-du-Parc, à la résidence Les Maronniers (une tour d’habitation pour retraités) et au Centre d'hébergement de soins de longue durée (CHSLD) de Dollard-des-Ormeaux.   
Elle poursuit ensuite sa carrière en enseignement. Elle deviendra professeure agrégée de clinique au Département de médecine familiale et médecine d'urgence de l'Université de Montréal,. Elle a participé à la conception d'un stage en soins à domicile, qui deviendra obligatoire pour les résidents en médecine familiale. La sénatrice Mégie a aussi fait partie du comité de révision du curriculum des soins aux personnes âgées. Elle va œuvrer à l'Université de Montréal pendant près de 30 ans,. La docteure Mégie y a enseigné les maladies multisystémiques, l’apprentissage au raisonnement clinique, l’éthique en pratique gériatrique et en soins palliatifs. En plus de l’enseignement universitaire, la médecin Mégie va enseigner des soins aux personnes âgées à la résidence en médecine familiale. Elle sera responsable de l’organisation de stages intégrés de soins aux personnes âgées et de gériatrie des résidents en médecine familiale au CLSC. Elle donnera aussi des cours aux résidents pour qu’ils soient informés des aspects d’éthique médicale et du consentement aux soins. Elle animera des ateliers aux patients sur le traitement des plaies de pression.
Tout au long de sa carrière, elle participera en tant qu'organisatrice ou conférencière à plusieurs congrès nationaux et internationaux. Dans les années 1990, la docteure Mégie participe à la recherche sur la Santé & le vieillissement au Canada avec une étude sur l’incidence de la maladie d’Alzheimer. Elle examinera les patients dans le cadre du projet IMAGE – une recherche sur les aspects génétiques de la maladie d’Alzheimer. En 2004, elle est co-chercheuse dans l’étude de prévalence des plaies chroniques en soins à domicile pour évaluer le phénomène dans les 140 CLSC de la province de Québec. Elle sera aussi une experte consultée pour l’étude sur les indicateurs de qualité et de continuité de soins et services de santé dispensés aux personnes âgées.
Elle obtient une bourse du Conseil québécois de développement professionnel continu des médecins pour l’élaboration et la validation d’une grille d’évaluation des sites de formation médicale sur internet. Elle présentera une douzaine de conférences sur ses spécialités médicales lors des congrès de la fédération des médecins omnipraticiens du Québec (FMOQ). Elle participe aussi aux congrès de l’Association canadienne du soin de plaies.

## Sénatrice Mégie au Sénat du Canada

### Implication dans les projets de loi
S'appuyant sur sa formation médicale, en 2018, elle a prononcé un discours conseillant la prudence et la cueillette de données pour de la recherche en ce qui concerne le projet de loi C-45 portant sur le cannabis,. En 2019, elle a prononcé un discours en faveur de la Loi canadienne sur l'accessibilité,

### Associations professionnelles
La docteure Mégie est membre de plusieurs associations professionnelles. En 1993, elle joint la Société québécoise de gériatrie. En 1995, elle est devenue membre, de l’Association Médicale Haïtienne à l’Étranger, où elle assumera le titre de vice-présidente de 1997 à 1998, puis de présidente pendant cinq ans,. Elle est présidente, de 2014 à 2017, de l'Association Médecins francophones du Canada (AMLFC), devenue Médecins francophones du Canada. Docteure Mégie était rédactrice en chef du Bulletin de l'AMLFC. 
Elle participe à la mise sur pied de la Maison de soins palliatifs de Laval, inaugurée en 2009. Elle y a assumé la fonction de directrice médicale jusqu'en 2016,. Elle adhère au conseil d’administration de cette maison, et en devient ensuite la vice-présidente.

## Prix
- Juin 2001 : Prix de la Régie régionale de la santé et des services sociaux de Laval (aujourd'hui le Centre intégré de santé et de services sociaux de Laval) pour son livre sur les soins médicaux à domicile[10],[1].
- Octobre 2001 : Prix Gilles des Rosiers de la Fédération des médecins omnipraticiens du Québec pour sa contribution à l'éducation de ses pairs[1].